# Etihad Airways
Etihad Airways (en árabe: الإتحاد‎; IATA: EY, OACI: ETD) es una aerolínea nacional de los Emiratos Árabes Unidos con sus oficinas centrales en la ciudad capital de Abu Dabi. Opera rutas al Oriente Medio, Europa, Asia, Australia y América. 
Su base principal es el Aeropuerto Internacional de Abu Dabi. La aerolínea inició sus operaciones comerciales en noviembre de 2003. A principios de 2006, la aerolínea celebró el lanzamiento de su 30.º destino internacional en un período de 30 meses, incluyendo Bruselas, Johannesburgo y Toronto. Dieciséis nuevos destinos, incluyendo Lahore, Islamabad, Peshawar, Yakarta, Manila, Mánchester, París, Daca, Casablanca, Doha, Jedda, Mascate, Kuwait, Jartum y Nueva York fueron agregados durante 2006.
Para 2014 sus destinos se encuentran en los cuatro continentes y cuenta con 82 destinos directos.
La aerolínea se ha mantenido entre los primeros 10 lugares de las mejores compañías aéreas del mundo según el Premio a las aerolíneas mundiales desde 2009 hasta 2013.

## Historia
Fue constituida como la aerolínea nacional de los Emiratos Árabes Unidos en julio de 2003 por un decreto real firmado por el sheikh Khalifa bin Zayed Al Nahyan, por entonces el príncipe heredero de Abu Dhabi y vicecomandante supremo de las Fuerzas Armadas de los EAU. Poco después, el Dr. sheikh Ahmed bin Saif Al Nahyan fue nombrado presidente de la aerolínea. 
Con sus bases en Abu Dhabi, la capital de los EAU, empezó con un capital inicial de 500 millones de dirham. Los servicios fueron inaugurados con un vuelo a la ciudad oasis de Al Ain en el emirato de Abu Dhabi, el 5 de noviembre de 2003. Una semana después, el 12 de noviembre de 2003, Etihad inició sus operaciones comerciales con el lanzamiento del servicio a Beirut.
Durante los meses posteriores, se fue agregando al menos una nueva ruta cada mes. Otros acontecimientos durante los primeros tres años de historia incluyen:
- Un encargo por 8.900 millones de dólares para nuevas aeronaves en 2004 (cinco Boeing 777-300ER y 24 aeronaves Airbus, incluyendo 4 A380.
- Los primeros vuelos directos desde los EAU a Ginebra (en junio de 2004), y a Bruselas y Toronto (en octubre de 2005).
- El primer vuelo sin escalas desde Abu Dhabi a Johannesburgo.
- La obtención del Premio a la Mejor Nueva Aerolínea del Año (2004, 2005 y 2006, World Travel Awards).
- La obtención del Premio al Mejor Asiento-Cama (13° World Travel Awards, 2006).

La división de ocio de Etihad es Etihad Holidays, ofrece hoteles y alquiler de coches en 20 países. La división de cargas es Etihad Crystal Cargo.

## Fútbol
Actualmente Etihad Airways patrocina a los siguientes clubes de fútbol:
- Premier League: 
  - Manchester City

- A-League: 
  - Melbourne City

- MLS: 
  - New York City FC

- LaLiga EA Sports:
  - Girona FC

## Accidentes e incidentes
A partir de 2021, Etihad Airways no había sufrido ningún accidente fatal durante las operaciones de pasajeros.
- 15 de noviembre de 2007: un nuevo A340-600, registro A6-EHG, que debía entregarse a Etihad Airways, sufrió daños irreparables durante las pruebas en tierra en las instalaciones de Airbus en el Aeropuerto Internacional de Toulouse-Blagnac en Francia. Durante una prueba de motor previa a la entrega, los ingenieros desactivaron varios sistemas de seguridad, lo que provocó que la aeronave sin calzos acelerara a 31 nudos (57 km/h) y chocara con un muro de deflexión de explosión de hormigón. La aeronave sufrió graves daños y nueve personas a bordo resultaron heridas, cuatro de ellas de gravedad. Los motores del ala derecha, cola e izquierda entraron en contacto con el suelo o la pared, dejando la parte delantera de la aeronave elevada varios metros y rompiendo la cabina.[5]

## Flota

### Flota Actual

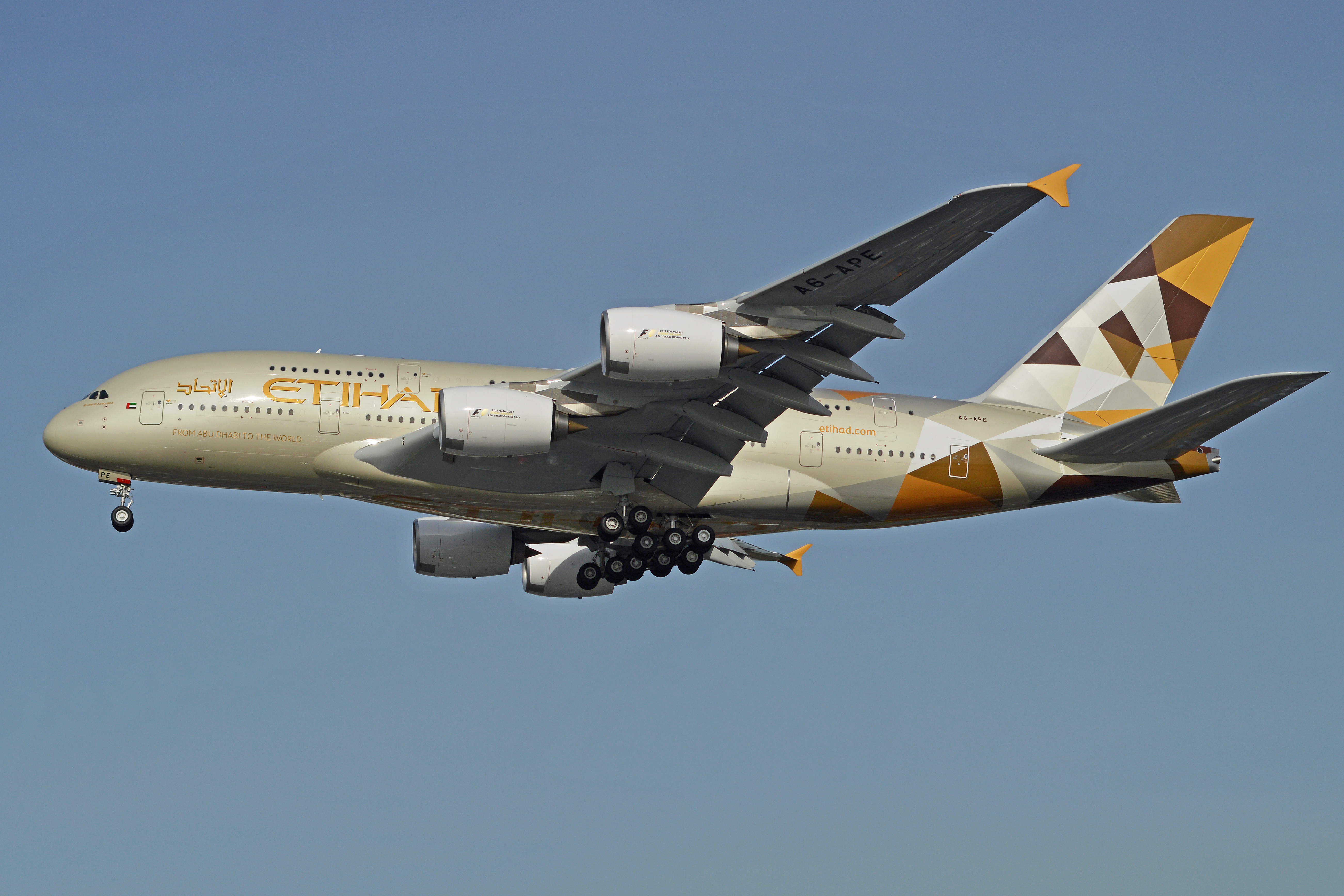
Etihad Airbus A380 aterrizando en Londres-Heathrow.

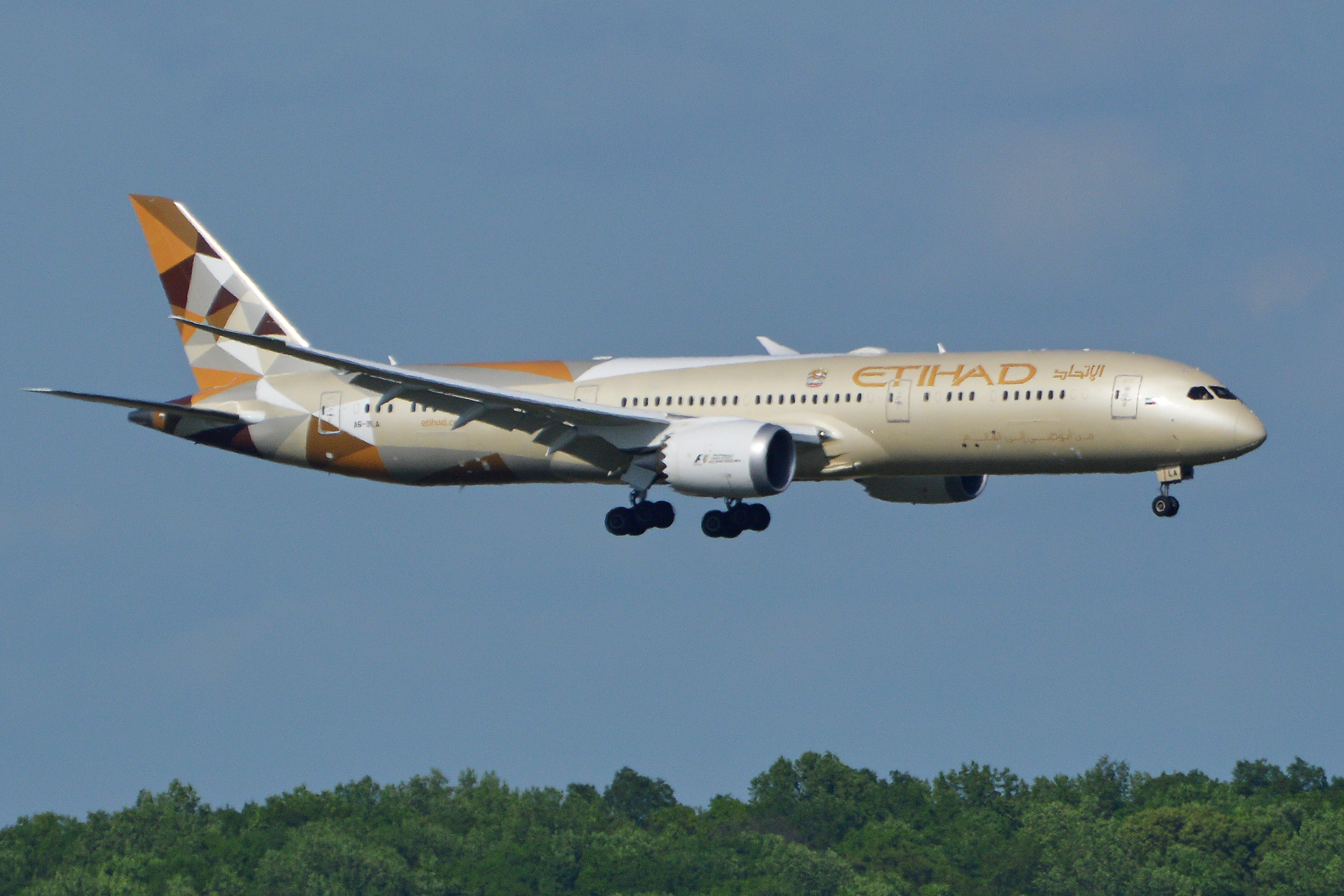
Boeing 787-9 de Etihad en la librea actual

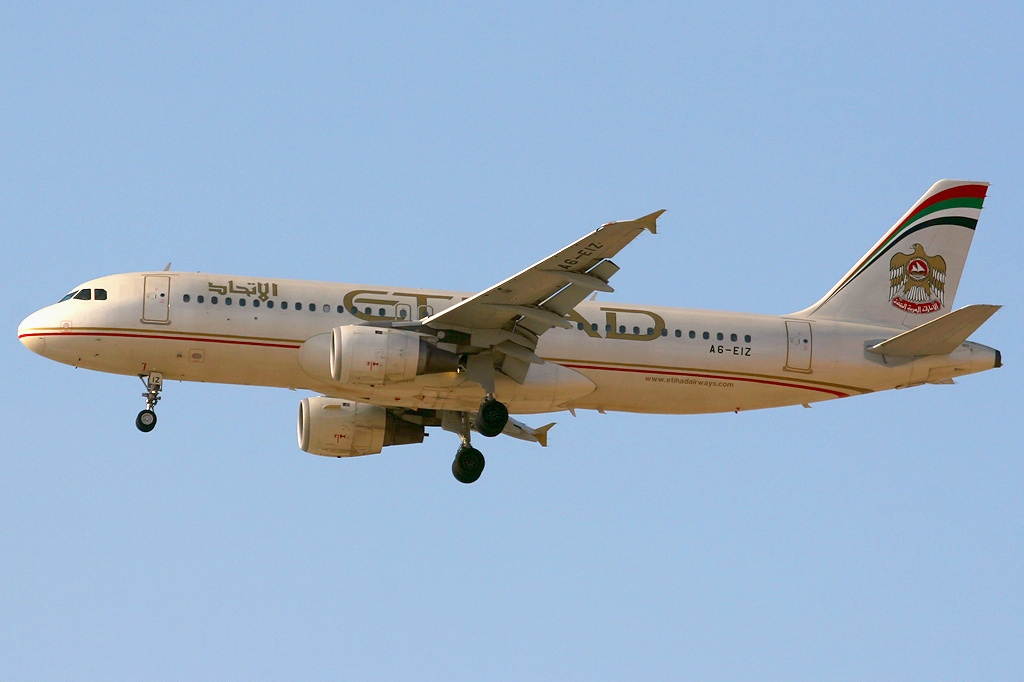
Airbus A320 de Etihad Airways en Abu Dabi

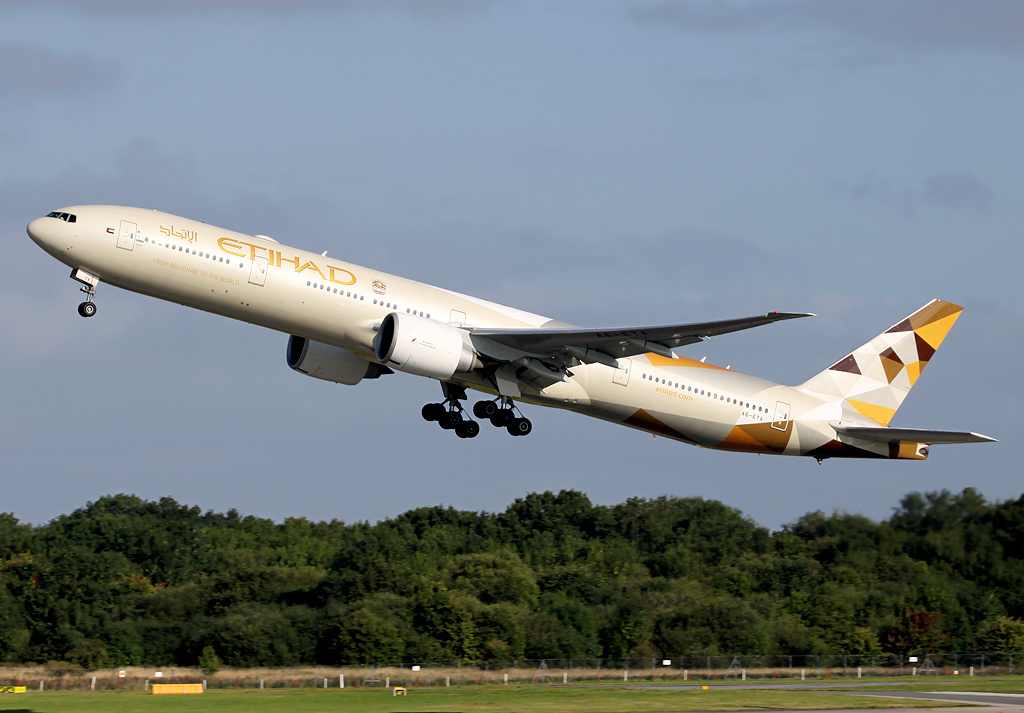
Boeing 777-300ER despegando del Aeropuerto de Mánchester llevando la librea actual

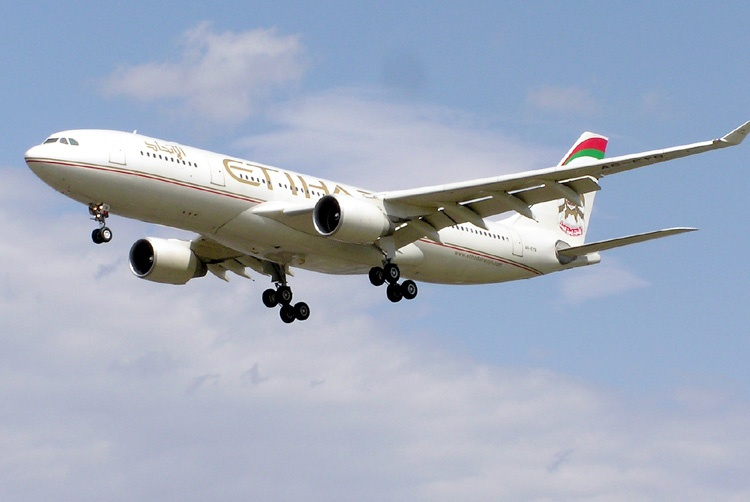
Airbus A330-200 de Etihad Airways aterrizando en el Aeropuerto de Londres-Heathrow.

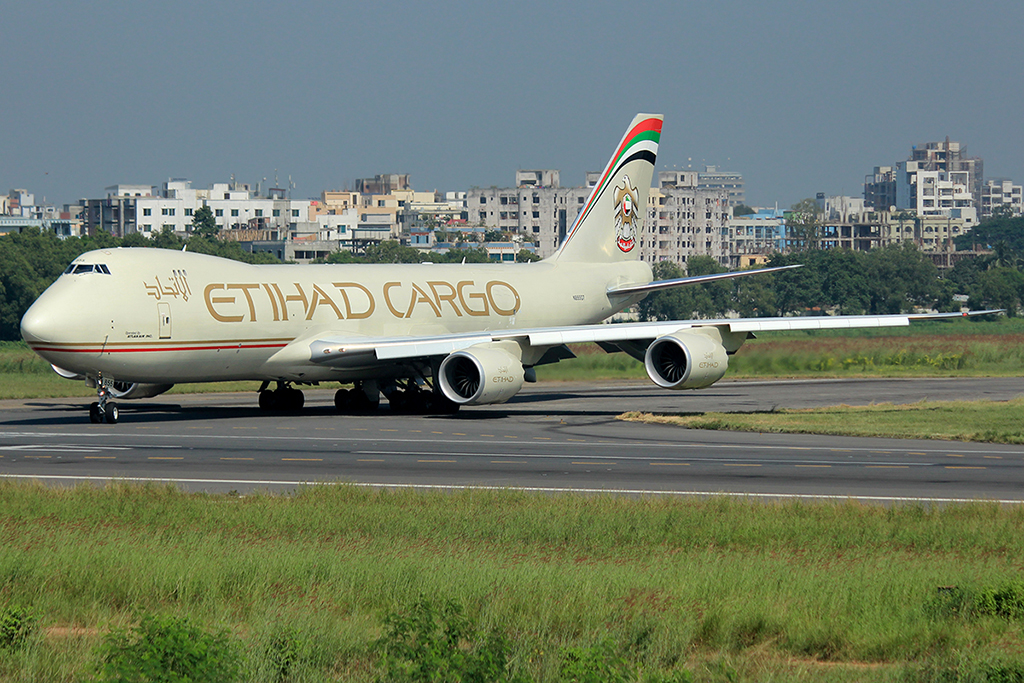
Boeing 747-8F de Etihad Cargo en el Aeropuerto Internacional de Daca-Hazrat Shahjalal.

La flota de Etihad Airways consiste en las siguientes aeronaves (a febrero de 2024):
| Aeronave              | En servicio | Pedidos | Configuración  | Configuración  | Configuración  | Configuración  | Configuración  | Notas                                                                                  |
| Aeronave              | En servicio | Pedidos | R              | F              | B              | E              | Total          | Notas                                                                                  |
| --------------------- | ----------- | ------- | -------------- | -------------- | -------------- | -------------- | -------------- | -------------------------------------------------------------------------------------- |
| Airbus A320-232       | 13          | —       | —              | —              | 16             | 120            | 136            |                                                                                        |
| Airbus A321-200       | 9           | —       | —              | —              | 16             | 158            | 174            |                                                                                        |
| Airbus A321neo        | —           | 26      | Por anunciarse | Por anunciarse | Por anunciarse | Por anunciarse | Por anunciarse |                                                                                        |
| Airbus A350-1041      | 5           | 10      | Por anunciarse | Por anunciarse | Por anunciarse | Por anunciarse | Por anunciarse | Solo 5 aeronaves confirmadas para entregar,las cuales fueron entregadas y almacenadas. |
| Airbus A380-861       | 4           | —       |                |                |                |                |                |                                                                                        |
| Boeing 777-3FXER      | 9           | —       | —              | 8              | 40             | 280            | 328            | 16 aeronaves serán vendidas y arrendadas de vuelta.                                    |
| Boeing 777-3FXER      | 9           | —       | —              | —              | 40             | 340            | 380            | 16 aeronaves serán vendidas y arrendadas de vuelta.                                    |
| Boeing 777-3FXER      | 9           | —       | —              | —              | 28             | 384            | 412            | 16 aeronaves serán vendidas y arrendadas de vuelta.                                    |
| Boeing 777-9          | —           | 6       | Por anunciarse | Por anunciarse | Por anunciarse | Por anunciarse | Por anunciarse |                                                                                        |
| Boeing 787-9          | 31          | 11      | —              | 8              | 28             | 199            | 235            |                                                                                        |
| Boeing 787-9          | 31          | 11      | —              | —              | 28             | 271            | 299            |                                                                                        |
| Boeing 787-10         | 10          | 20      | —              | —              | 32             | 304            | 336            | Equipados con RNP AR                                                                   |
| Flota de Etihad Cargo |             |         |                |                |                |                |                |                                                                                        |
| Boeing 777-FFX        | 5           | —       | Cargueros      | Cargueros      | Cargueros      | Cargueros      | Cargueros      |                                                                                        |
| Total                 | 86          | 73      |                |                |                |                |                |                                                                                        |

La flota de la aerolínea posee a febrero de 2024 una edad promedio de: 8 años.

### Destinos del A380, B787-Dreamliner
Rutas del A380 de Etihad Airways:
| Ciudades por países        | Nombre del aeropuerto                    | Observación |
| -------------------------- | ---------------------------------------- | ----------- |
| Melbourne, Australia       | Aeropuerto Internacional de Melbourne    |             |
| Sídney, Australia          | Aeropuerto Internacional Kingsford Smith |             |
| Nueva York, Estados Unidos | Aeropuerto Internacional John F. Kennedy |             |
| París, Francia             | Aeropuerto de París-Charles de Gaulle    |             |
| Londres, Reino Unido       | Aeropuerto de Londres-Heathrow           |             |

Rutas del B787-9 Dreamliner de Etihad Airways:
| Ciudades por países              | Nombre del aeropuerto                      | Observación |
| -------------------------------- | ------------------------------------------ | ----------- |
| Ámsterdam, Países Bajos          | Aeropuerto de Ámsterdam-Schiphol           |             |
| Barcelona, España                | Aeropuerto de Barcelona                    |             |
| Dusseldorf, Alemania             | Aeropuerto Internacional de Dusseldorf     |             |
| Washington D. C., Estados Unidos | Aeropuerto Internacional Washington Dulles |             |
| Bombay, India                    | Aeropuerto Internacional de Bombay         |             |
| Madrid, España                   | Aeropuerto Adolfo Suárez Madrid-Barajas    |             |
| Roma, Italia                     | Aeropuerto de Roma-Fiumicino               |             |
| Singapur, Singapur               | Aeropuerto Internacional de Singapur       |             |
| Brisbane, Australia              | Aeropuerto Internacional de Brisbane       |             |
| Zúrich, Suiza                    | Aeropuerto Internacional de Zúrich         |             |
| Perth, Australia                 | Aeropuerto Internacional de Perth          |             |
| Málaga, Spain                    | Aeropuerto Internacional de Málaga         |             |

### Flota Histórica
Etihad Airways operó los siguientes aviones en el pasado:
| Aeronave          | Introducido | Retirado | Notas                                  |
| ----------------- | ----------- | -------- | -------------------------------------- |
| Airbus A300-600R  | 2006        | 2008     | Algunos pasaron a ser parte de Mas Air |
| Airbus A300-600RF | 2005        | 2010     | Todos arrendados a Islandsflug         |
| Airbus A310-300F  | 2005        | 2006     | Todos arrendados a Islandsflug         |
| Airbus A319-100   | 2008        | 2017     |                                        |
| Airbus A330-200F  | 2010        | 2018     | Carga                                  |
| Airbus A330-200   | 2009        | 2019     |                                        |
| Airbus A330-300   | 2009        | 2019     |                                        |
| Airbus A340-300   | 2004        | 2009     |                                        |
| Airbus A340-500   | 2006        | 2017     |                                        |
| Airbus A340-600   | 2007        | 2017     |                                        |
| Boeing 747-400F   | 2013        | 2017     | Carga                                  |
| Boeing 747-8F     | 2013        | 2016     |                                        |
| Boeing 767-300ER  | 2004        | 2008     |                                        |
| Boeing 777-200LR  | 2014        | 2018     |                                        |